# Dunaegyháza
Dunaegyháza é um município da Hungria, situado no condado de Bács-Kiskun. Tem 10,12 km² de área e sua população em 2015 foi estimada em 1.406 habitantes.